# Harmsdorf (Ostholstein)
Harmsdorf è un comune di 716 abitanti dello Schleswig-Holstein, in Germania.
Appartiene al circondario dell'Holstein Orientale (targa OH) ed è parte della comunità amministrativa (Amt) di Lensahn.